# Kolir
Kolir (стилізовано маюскулом) — третій студійний альбом українського електро-фолк гурту Onuka, представлений 18 червня 2021 року. Альбом налічує 10 пісень, з яких 5 були обрані синглами альбому.

## Про альбом
Співзасновниця і вокалістка гурту Наталія Жижченко присвятила цей альбом своєму синові Олександру.

## Список композицій
Авторами музики і слів є Наталія Жижченко та Євген Філатов.
| #                          | Назва                         | Тривалість |
| -------------------------- | ----------------------------- | ---------- |
| 1.                         | «Vstup»                       | 0:44       |
| 2.                         | «Ceaнс»                       | 3:13       |
| 3.                         | «Zenit»                       | 4:32       |
| 4.                         | «Uyavy» (за участю ДахаБраха) | 5:20       |
| 5.                         | «Ty»                          | 3:12       |
| 6.                         | «Guma»                        | 3:24       |
| 7.                         | «Xashi»                       | 4:07       |
| 8.                         | «Na samoti»                   | 4:03       |
| 9.                         | «Son»                         | 3:57       |
| 10.                        | «23:42»                       | 2:45       |
| Загальна тривалість: 35:22 |                               |            |